# Thomas Östlund
Pour les articles homonymes, voir Östlund.
Thomas Östlund, né le 9 septembre 1965 à Stockholm en Suède, est un joueur professionnel suédois de hockey sur glace qui évoluait au poste de gardien de but.

## Biographie

### Carrière en club
Thomas Östlund commence sa carrière professionnelle en Elitserien lors de la saison 1983-1984 avec l'AIK IF. Après neuf saisons dans le club de la banlieue de Stockholm, il rejoint les Djurgårdens IF, l'une des plus prestigieuses équipes de Suède. Il joue quatre ans avec cette équipe, et est par ailleurs prêté pour quelques matchs à Hammarby IF, en deuxième division au cours de la saison 1993-1994.
Il quitte la Suède à la fin de la saison 1995-1996. Il rejoint alors la Suisse et Fribourg-Gottéron, en LNA. Ayant le statut d'étranger, il est engagé pour jouer, ce qui déplaît au jeune David Aebischer, qui voit son avenir dans son club formateur bouché. Ne comprenant pas le choix de ses dirigeants d'engager le Suédois, la relation entre Östlund et Aebischer commence mal, surtout qu'ils ne parlent pas la langue de l'autre. Aebischer dénonce alors dans les médias l'égoïsme du Suédois à l'entraînement, qui refuse de partager sa cage. Cependant, Östlund n'usurpe pas son statut de titulaire, lui qui remporte le Trophée Jacques Plante récompensant le meilleur gardien de LNA.
Il reste sur les bords de la Sarine jusqu'à la fin de la saison 2000-2001, il rejoint le Lausanne HC le temps des séries éliminatoires. Il retourne ensuite en Suède, au Djurgårdens IF, pour une ultime saison.

### Carrière internationale
Thomas Östlund a disputé deux mondiaux en 1995 et 1996. Il remporte même la médaille d'argent en 1995 avec la Suède.

## Statistiques

### En club
| Saison    | Équipe            | Ligue       |    | Saison régulière | Saison régulière | Saison régulière | Saison régulière | Saison régulière | Saison régulière | Saison régulière |     | Séries éliminatoires | Séries éliminatoires | Séries éliminatoires | Séries éliminatoires | Séries éliminatoires | Séries éliminatoires | Séries éliminatoires |
| Saison    | Équipe            | Ligue       | PJ | Min              | BC               | Moy              | % Arr            | Bl               | Pun              | PJ               | Min | BC                   | Moy                  | % Arr                | Bl                   | Pun                  |                      |                      |
| 1984-1985 | AIK IF            | Eliteserien | 8  |                  |                  | 5,45             | 81,8             | -                | -                | -                | -   | -                    | -                    | -                    | -                    | -                    |                      |                      |
| 1985-1986 | AIK IF            | Eliteserien | 20 |                  |                  | 3,87             | 87,3             | -                | -                | -                | -   | -                    | -                    | -                    | -                    | -                    |                      |                      |
| 1987-1988 | AIK IF            | Eliteserien | 8  |                  |                  | 4,15             | 87,1             | -                | -                | -                | -   | -                    | -                    | -                    | -                    | -                    |                      |                      |
| 1988-1989 | AIK IF            | Eliteserien | 16 |                  |                  | 3,12             | 89,7             |                  |                  | 1                |     |                      | 7                    | 85,4                 | 0                    |                      |                      |                      |
| 1989-1990 | AIK IF            | Eliteserien | 23 |                  |                  | 4,19             | 87,9             |                  |                  | 1                |     |                      |                      | 90,2                 | 4                    |                      |                      |                      |
| 1990-1991 | AIK IF            | Eliteserien | 21 |                  |                  | 3,68             | 89,4             | -                | -                | -                | -   | -                    | -                    | -                    | -                    | -                    |                      |                      |
| 1991-1992 | AIK IF            | Eliteserien | 19 |                  |                  | 3,4              | 88               |                  |                  | 2                |     |                      | 3,5                  | 84,8                 |                      |                      |                      |                      |
| 1992-1993 | Djurgårdens IF    | Eliteserien | 34 |                  |                  | 2,59             | 90,6             |                  |                  | 5                |     |                      | 2,07                 | 92,8                 |                      |                      |                      |                      |
| 1993-1994 | Djurgårdens IF    | Eliteserien | 29 |                  |                  | 2,89             | 89               |                  |                  | 6                |     |                      | 2,56                 | 89,9                 |                      |                      |                      |                      |
| 1993-1994 | Hammarby IF       | Division 1  | -  | -                | -                | -                | -                | -                | -                | -                | -   | -                    | -                    | -                    | -                    | -                    |                      |                      |
| 1994-1995 | Djurgårdens IF    | Eliteserien | 39 |                  |                  | 2,41             | 90,5             |                  |                  | 3                |     |                      | 3,46                 | 88,8                 |                      |                      |                      |                      |
| 1995-1996 | Djurgårdens IF    | Eliteserien | 33 |                  |                  | 2,76             | 90,1             |                  |                  | 3                |     |                      | 1,94                 | 93,1                 |                      |                      |                      |                      |
| 1996-1997 | Fribourg-Gottéron | LNA         | 35 |                  |                  | 3,01             |                  |                  |                  | -                | -   | -                    | -                    | -                    | -                    | -                    |                      |                      |
| 1997-1998 | Fribourg-Gottéron | LNA         | 39 |                  |                  | 2,79             |                  |                  |                  | 8                |     |                      | 2,09                 |                      |                      |                      |                      |                      |
| 1998-1999 | Fribourg-Gottéron | LNA         | 43 |                  |                  | 3,66             |                  |                  |                  | 4                |     |                      | 2,95                 |                      |                      |                      |                      |                      |
| 1999-2000 | Fribourg-Gottéron | LNA         | 45 |                  |                  | 3,38             |                  |                  |                  | 3                |     |                      | 4,88                 |                      |                      |                      |                      |                      |
| 2000-2001 | Fribourg-Gottéron | LNA         | 33 |                  |                  | 2,99             |                  |                  |                  | 4                |     |                      | 2,05                 |                      |                      |                      |                      |                      |
| 2000-2001 | Lausanne HC       | LNB         | -  | -                | -                | -                | -                | -                | -                | 6                |     |                      | 3,05                 |                      |                      |                      |                      |                      |
| 2001-2002 | Djurgårdens IF    | Eliteserien | 16 |                  |                  | 2,65             | 89               | -                | -                | -                | -   | -                    | -                    | -                    | -                    | -                    |                      |                      |

### En équipe nationale
| Année | Événement            |   | PJ | Min | BC   | Moy  | % Arr | Bl | Pun               |  | Résultat |
| 1995  | Championnat du monde | 6 |    |     | 1,47 | 91,4 |       |    | Médaille d'argent |  |          |
| 1996  | Championnat du monde | 1 |    |     | 5    |      |       |    | Sixième place     |  |          |

## Palmarès
Au cours de sa carrière, il a remporté les titres suivants :
- Eliteserien
  - Champion en 1984 avec l'AIK IF ;
  - Membre de l'équipe d'étoiles en 1995 ;
  - Meilleure moyenne de buts encaissés en 1995 ;
  - Meilleur pourcentage d'arrêt en  1989 ;
- Championnat du monde
  - Médaille d'argent en 1995
  - Meilleure moyenne de buts encaissés en 1995 ;
- Ligue nationale A
  - Trophée Jacques Plante 1998.